# Foglia d'acero

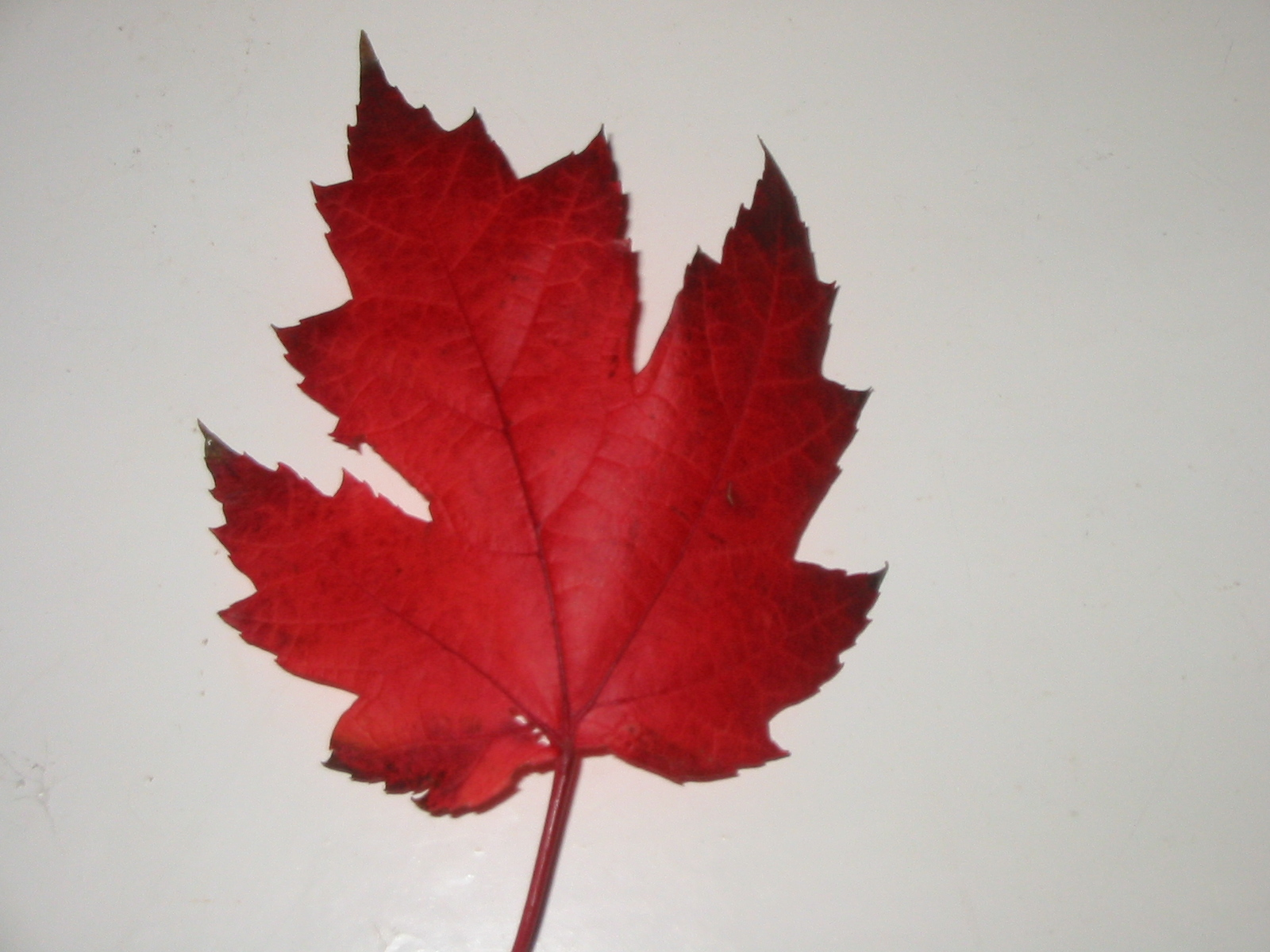
La foglia d'acero

La foglia d'acero è un simbolo nazionale canadese. 

## Storia
All'inizio del XVIII secolo, quando gli insediamenti della Nuova Francia non superavano la popolazione di 18 000 abitanti, si iniziò ad adottare la foglia d'acero come emblema dei canadesi lungo il fiume San Lorenzo.
La sua popolarità fra i canadesi immigrati di lingua francese continuò, e si rafforzò quando, alla riunione inaugurale della Société Saint-Jean-Baptiste nel 1834, la foglia d'acero fu proposta come uno dei numerosi emblemi per rappresentare la società. Parlando in suo favore, Jacques Viger, primo sindaco di Montréal, descrisse l'acero come "il re dei nostri boschi; ... il simbolo del popolo canadese".
La foglia d'acero divenne lentamente un simbolo nazionale: nel 1868, fu incluso negli stemmi di Ontario e Quebec, e fu aggiunto allo stemma canadese nel 1921. Nel 1867, Alexander Muir compose la patriottica The Maple Leaf Forever, che divenne un inno non ufficiale nel Canada. Dal 1876 fino al 1901, la foglia apparve su tutte le monete canadesi, e rimase sul penny dal 1901. 

La Bandiera canadese raffigurante la foglia d'acero stilizzata al centro

La foglia d'acero, infine, divenne un simbolo centrale con la sua introduzione nella bandiera canadese (disegnata da George Stanley) nel 1965, sotto una forma altamente stilizzata di una foglia ad undici punte.
Oltre che nella bandiera canadese, il simbolo è utilizzato come logo di numerose compagnie e società (anche sportive) canadesi. Esempi includono l'Air Canada, nella NHL i Toronto Maple Leafs e nel calcio la Toronto FC.